# トニー・ケイ
トニー・ケイ（Tony Kaye、本名：Anthony John Selvidge、1946年1月11日 - ）は、イングランドのキーボーディスト。プログレッシブ・ロック・バンド「イエス」のオリジナル・メンバーだった。

## 経歴
レスター出身。ピアニストだった祖母の影響で6歳でクラシック・ピアノを始め、コンサート・ピアニストを目指していたが、学校の友人達の影響でジャズを聴くようになり、カウント・ベイシーやデューク・エリントンなどのビッグ・バンド・スタイルのモダン・ジャズを好んだ。15歳の時には、レスターのダニー・ロジャー・オーケストラというビッグ・バンドに参加した。
18歳でロック・キーボーディストに方向転換して、ロイ・オービソンのツアーのバック・グループだったザ・フェデラルズなど幾つかのバンドで演奏した。またマーキー・クラブに通い、グレアム・ボンドのオルガン演奏に強い影響を受けた。
1968年12月にイエスに加入。『イエス・ファースト・アルバム』『時間と言葉』『イエス・サード・アルバム』の制作に携わった後、1971年7月31日のクリスタル・パレス・ボウルでの公演を最後に、音楽性の相違を理由にイエスを脱退。実際は解雇であった。

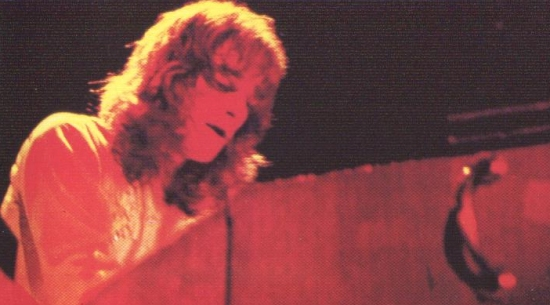
バジャー時代（1973年）

同年、先にイエスを脱退していたギタリストのピーター・バンクスが結成したフラッシュにゲスト参加してデビュー・アルバムの制作に携わった。1972年にバジャーを結成し、2作のアルバムを発表。イエスのサポート・バンドなども担当するが、1974年に解散。

1977年、元シルヴァーヘッドのマイケル・デ・バレスが結成したディテクティヴ (Detective）に加入して、2作のアルバムの制作に参加。続いてバッドフィンガーに加入して、1981年にアルバムSay No Moreの制作に参加。
1982年、イエスの同僚だったクリス・スクワイアに再会。イエスが1980年に解散したあと、シネマという新しいバンドを結成しようとしていた彼に参加を打診される。シネマの結成は幾つかのトラブルの後に1983年にイエスの再結成に変わり、ケイは1971年以来12年ぶりにイエスに復帰。『ロンリー・ハート』『ビッグ・ジェネレイター』『結晶』『トーク』に参加した後に1994年に脱退した。

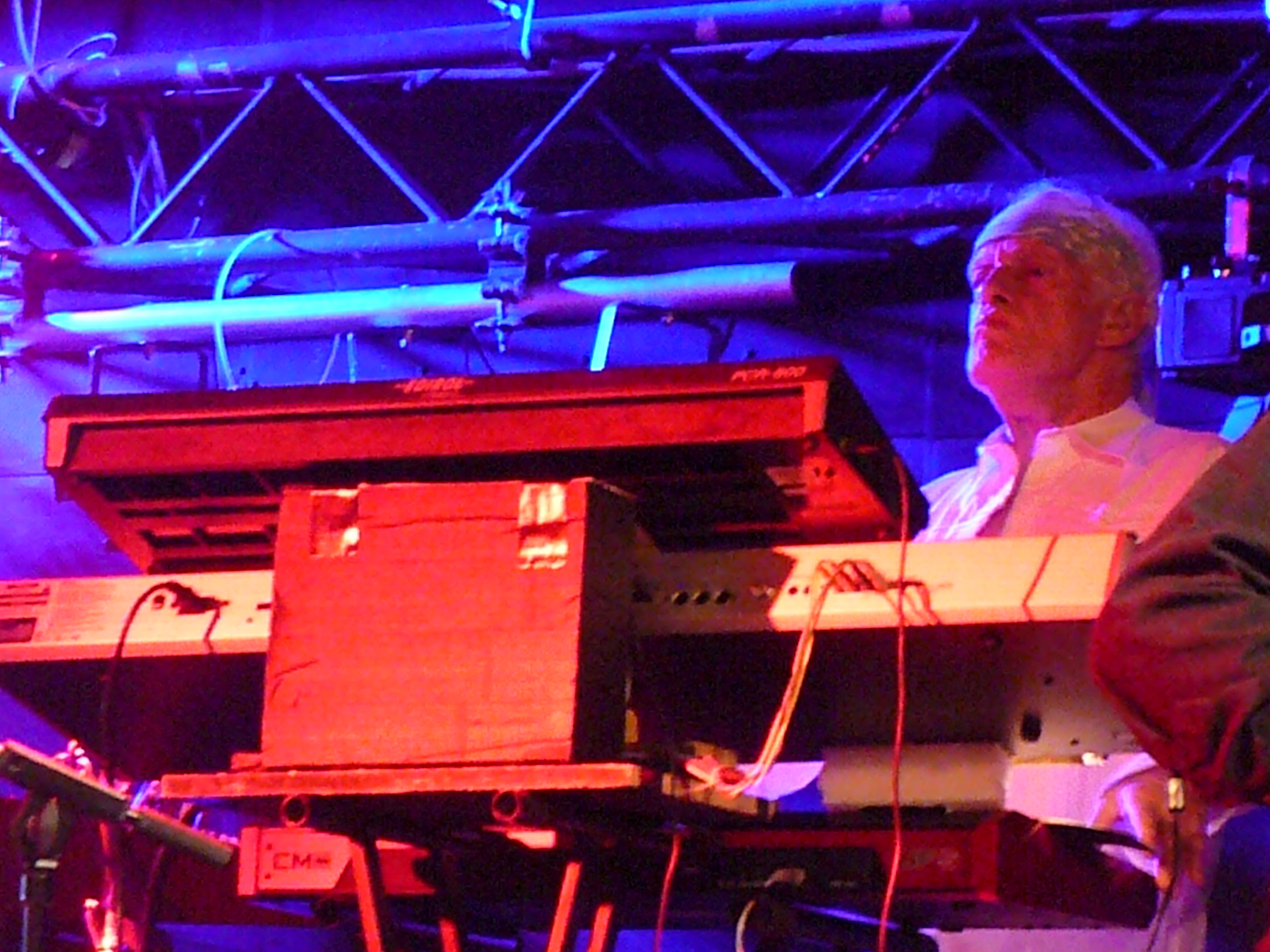
YOSO時代（2010年）

その後、一時、引退して音楽業界から離れていたが、2007年よりビリー・シャーウッド、アラン・ホワイト、ジミー・ホーンと共にサーカを始動させた。また、そのスピン・オフ的なYOSOにも参加した。
ニール・ヤングのトリビュート・バンド「ニール・ディール (The Neil Deal)」のメンバーとしてアメリカで活動している。
未払いのロイヤリティーを巡って、イエスおよびイエスの元マネージャーに対して訴訟を起こしている。
1974年以後アメリカに居住。1994年にクリス・スクワイアの義娘カーメン・スクワイアと婚約したものの結婚はせず、シンガー・ソングライターのダニエラ・トルキア (Daniela Torchia)と結婚した。
2021年、初のソロ・アルバムEnd of Innocenceを発表。トルキアも参加した。

## 音楽性
ケイは、ハモンド・オルガンC-3とレスリー・スピーカーの可能性を追求するというポリシーを貫いてきた。彼が1971年にイエスを解雇される直前に制作に参加した『イエス・サード・アルバム』や、1972年に結成したバジャーのライブ・デビュー・アルバム『ワン・ライブ・バジャー』では、シンセサイザーやメロトロンも駆使してはいるが、彼の主な関心はあくまでもハモンドオルガンの演奏であり、概して新しいテクノロジーには興味がなかった。
イエスは1971年に彼を解雇してリック・ウェイクマンを迎えた。マルチ・キーボード奏者としてイエスの音楽に色彩感と拡がりを劇的に加えたウェイクマンの貢献をみると、イエスが何を求めて何故ケイを解雇したのかは明白である。ケイはあくまでもオルガン奏者であることにこだわっていた。
彼の姿勢は80年代にイエスに復帰した後も基本的には同様であったと思われる。『ロンリー・ハート』の制作では、エスクワイアのキーボーディストのチャールズ・オリンズがほとんどのキーボード・パートを弾いた。『トーク』ではハモンド・オルガンだけを担当した。このような彼の音楽の嗜好が、シネマ結成からイエス再結成へ移行する間にグループを一時期離脱した理由である。

## ディスコグラフィ

### ソロ/連名
トニー・ケイ
- End Of Innocence (2021年)[4][5]

ビリー・シャーウッド & トニー・ケイ
- Live in Japan (2016年)[6]

### バンド
イエス
- 『イエス・ファースト・アルバム』 - Yes (1969年)
- 『時間と言葉』 - Time and a Word (1970年)
- 『イエス・サード・アルバム』 - The Yes Album (1971年)
- 『イエスタデイズ』 - Yesterdays (1975年) ※コンピレーション
- 『ロンリー・ハート』 - 90125 (1983年)
- 『9012ライブ』 - 9012Live: The Solos (1985年)
- 『ビッグ・ジェネレイター』 - Big Generator (1987年)
- 『結晶』 - Union (1991年)
- 『トーク』 - Talk (1994年)

フラッシュ
- 『フラッシュ』 - Flash (1972年)

バジャー
- 『ワン・ライヴ・バジャー』 - One Live Badger (1973年)
- 『ホワイト・レディ』 - White Lady (1974年)
- Dean's List (1998年)  ※コンピレーション

ディテクティヴ
- 『ディテクティヴ/ファースト(直撃波)』 - Detective (1977年)
- 『イット・テイクス・ワン・トゥ・ノウ・ワン(衝撃の共同体)』 - It Takes One To Know One (1978年)
- Live from the Atlantic Studios (1978年)

バッドフィンガー
- 『セイ・ノー・モア』 - Say No More (1981年)

サーカ
- 『サーカ・ファースト・アルバム』 - CIRCA: 2007 (2007年)
- 『ライヴ』 - CIRCA: Live (2008年)
- 『ヘッド・クオーター(サーカ・セカンド・アルバム)』 - CIRCA: HQ (2009年)
- CIRCA: Overflow (2009年)
- 『アンド・ソー・オン&オーヴァーフロウ』 - And So On (2011年) ※上記アルバムをカップリング
- Live From Here There & Everywhere (2013年)
- 『ヴァレー・オブ・ザ・ウィンドミル - 風車の谷の物語』 - Valley of the Windmill (2016年)

YOSO
- 『エレメンツ -要素-』 - Elements (2009年)